# Lullaby (The Cure)
Lullaby is een nummer van de Britse New wave band The Cure dat werd geschreven door de leadzanger Robert Smith. Het is de eerste single van hun achtste studioalbum Disintegration uit 1989 en werd op 10 april van dat jaar op single uitgebracht.

## Achtergrond
De plaat werd in veel landen een hit. In Ierland en Duitsland werd de 3e positie bereikt en in The Cure's thuisland het Verenigd Koninkrijk werd de 5e positie bereikt in de UK Singles Chart, evenals in Oostenrijk en Noorwegen. In de Verenigde Staten had de plaat met slechts een 74e positie in de Billboard Hot 100 minder succes. In Australië werd de 28e positie bereikt en in Nieuw-Zeeland en de Eurochart Hot 100 de 7e.
In Nederland werd de plaat in het voorjaar van 1989 veel gedraaid op Radio 3 en werd een radiohit in de destijds twee landelijke hitlijsten op de nationale publieke popzender. De plaat bereikte de 9e positie in de Nederlandse Top 40 en piekte op de 8e positie in de Nationale Hitparade Top 100.
In België bereikte de plaat de 15e positie in de voorloper van de Vlaamse Ultratop 50 en de 19e positie in de Vlaamse Radio 2 Top 30. In Wallonië werd géén notering behaald.
Het nummer is onder meer door de band Editors gecoverd.  

## NPO Radio 2 Top 2000
| Nummer met noteringen in de NPO Radio 2 Top 2000 | '11 | '12 | '13 | '14 | '15 | '16 | '17 | '18 | '19 | '20 | '21 | '22 | '23 | '24 |
| ------------------------------------------------ | --- | --- | --- | --- | --- | --- | --- | --- | --- | --- | --- | --- | --- | --- |
| Lullaby                                          | 978 | 746 | 662 | 746 | 668 | 620 | 690 | 830 | 646 | 635 | 592 | 521 | 581 | 547 |

1. ↑  Een vetgedrukt getal geeft de hoogste notering aan.
2. ↑  2011 was het eerste jaar met een notering voor dit nummer.